# Гайльбершайд
Гайльбершайд (нім. Heilberscheid) — громада в Німеччині, розташована в землі Рейнланд-Пфальц. Входить до складу району Вестервальд. Складова частина об'єднання громад Монтабаур.
Площа — 6,37 км2. Населення становить 655 ос. (станом на 31 грудня 2020).